# Dindarella
Dindarella ist eine aus der Talebene von Verona stammende auch heute noch fast ausschließlich dort im Veneto beheimatete Rotweinsorte. Sortenrein ausgebaut ist sie wenig erfolgreich, da sie nicht harmonisch genug ist. Sie ist aber eine der Nebensorten für Valpolicella-Weine sowie Recioto della Valpolicella und Amarone della Valpolicella, wo sie häufig mit den Sorten Corvina Veronese, Rondinella und Molinara verschnitten wird. Empfohlen ist ihr Anbau in den Provinzen Verona und Brescia. 2010 betrug die Fläche weltweit 5 ha.
Schriftlich erwähnt wurde Dindarella erstmals 1825 im von Giuseppe Acerbi veröffentlichten Werk Delle viti italiane o sia materiali per servire alla classificazione. In den 1970er Jahren unternahm das Weinbauinstitut in Conegliano den Versuch, die Rebsorte vor dem Aussterben zu retten. Seit 1987 ist Dindarella in der Sortenliste Italiens aufgeführt.
Dindarella weist eine genetische Nähe zu den Rebsorten Corvina Veronese Oseleta, Rondinella und Garganega auf.

## Ampelographische Sortenmerkmale
- Die mittelgroßen, Blätter sind fünflappig und deutlich gebuchtet.
- Die leicht pyramidalförmige Traube ist geschultert, groß und mäßig dichtbeerig. Die länglich-ovalen Beeren sind mittelgroß und von dunkelvioletter Farbe. Die Schale der Beere ist dick. Das Aroma der Beere ist leicht adstringierend. Durch die Dicke der Schale eignet sich die Sorte für den der Kelterung vorhergehenden Schritt der Trocknung (= appassimento) für den Amarone.

Reife: ca. 30 Tage nach dem Gutedel, mithin spätreifend.

## Wein
Der aus ihr gekelterte Rotwein ist tiefrot gefärbt, leicht säuerlich und leicht tanninhaltig.

## Synonyme
Bindarella, Dindarella Rizza, Dindarella Veronese, Pelada, Pelara, Pelara Veronese, Pellada.